# Live image best
『live image best』（ライヴ・イマージュ・ベスト）は、ニューエイジ・ミュージックのコンピレーション・アルバム『image』シリーズ初のライブ・アルバム。2004年3月31日にソニー・ミュージックジャパン インターナショナル（ソニー・クラシカル）から発売された。規格品番：SICC-186。

## 解説
2001年と2003年に開催された過去の『image』シリーズ収録楽曲を演奏したコンサート『live image』で披露されたライブ・テイクを集めた作品。
通常音源ベスト盤は2005年2月2日『image essentielle』として発売。

## 収録曲
1. ソング・オブ・ライフ / 鳥山雄司＜2001 live image＞
2. Starneon / 小松亮太 with 鳥山雄司＜2003 live image 3 trois＞
3. 三千院 / 木村大 with 鳥山雄司＜2001 live image＞
4. 地球に乾杯 / 羽毛田丈史＜2001 live image＞
5. 文明の道 / 羽毛田丈史＜2003 live image 3 trois＞
6. TAKUMI/匠 / 松谷卓＜2003 live image 3 trois＞
7. 放課後の音楽室 / ゴンチチ＜2003 live image 3 trois＞
8. 黄昏のワルツ / 加古隆＜2001 live image＞
9. パリは燃えているか / 加古隆 with 宮本文昭＜2001 live image＞
10. 風笛 / 宮本文昭＜2001 live image＞
11. リベルタンゴ / 小松亮太 with 葉加瀬太郎＜2001 live image＞
12. 情熱大陸 / 葉加瀬太郎 with 小松亮太&ディープ・フォレスト＜2001 live image＞
13. マイ・フェイバリット・シングス / オールスターズ ＜2001 live image＞
14. Joyful Air Line / 羽毛田丈史＜2004 スタジオ録音＞